# Wyrok na Franciszka Kłosa (powieść)
Wyrok na Franciszka Kłosa – powieść Stanisława Rembeka z 1947 roku, stanowiąca jeden z pierwszych utworów polskiej literatury powojennej poświęconych problemowi zdrady i kolaboracji. Zekranizowana pod tym samym tytułem przez Andrzeja Wajdę w 2000 roku.

## Konstrukcja utworu, czas i miejsce akcji
Narracja w powieści prowadzona jest dwutorowo. Obok narratora wszechwiedzącego występuje narrator pierwszoosobowy (przyjaciel ojca głównego bohatera), który m.in. przybliża czytelnikowi przedwojenne losy Franciszka Kłosa i jego rodziny.
Akcja powieści toczy się w czasie okupacji niemieckiej, w bliżej nieokreślonym miasteczku podwarszawskim, położonym na lewym brzegu Wisły. Inspiracją do jej powstania była historia autentycznego Franciszka Kłosa, policjanta z Grodziska Mazowieckiego, straconego z wyroku Polskiego Państwa Podziemnego.

## Fabuła
Franciszek Kłos pełni służbę jako posterunkowy Policji Państwowej w niewielkim podwarszawskim miasteczku. Jest cichym i skromnym mężczyzną, przykładnym ojcem rodziny oraz praktykującym katolikiem. Po rozpoczęciu niemieckiej okupacji, wbrew radom rodziny, postanawia podporządkować się zarządzeniom okupanta i zgłosić się do służby w „granatowej policji”. Chwiejny charakter, żądza uznania, a przede wszystkim, głębokie przekonanie o konieczności posłuszeństwa każdej władzy sprawiają, że Kłos staje się wkrótce jednym z najgorliwszych wykonawców niemieckich poleceń. Bezlitośnie morduje Żydów i zbiegłych konspiratorów, wymusza łapówki od czarnorynkowych handlarzy, pomaga w wywózkach na roboty do Rzeszy. Wyrzuty sumienia i strach przed karą topi w alkoholu, a potępienie i nienawiść ze strony całego miasteczka tylko podsycają jego morderczy zapał. Kłos nie zmienia swojego postępowania nawet wówczas, gdy wyrzeka się go matka, a żona opuszcza go wraz z dziećmi. Liczne zbrodnie ściągają na niego w końcu wyrok Polski Podziemnej.

## Recepcja utworu
Wyrok na Franciszka Kłosa po raz pierwszy ukazał się drukiem w 1947 roku, w niewielkim prywatnym wydawnictwie Eugeniusza Kuthana. W większym nakładzie powieść wydano dopiero w 1956 roku, staraniem Instytutu Wydawniczego PAX. Utwór przeszedł jednak praktycznie bez echa i do dziś pozostaje w zasadzie zapomniany – zarówno przez krytykę, jak też szerszą publiczność .
W ocenie Marka Nowakowskiego powieść przez lata pomijano milczeniem, gdyż jej tematyka, poświęcona problemowi zdrady i kolaboracji, „orędownikom bogoojczyźnianych cnót, jak również rzecznikom totalitarnego ładu i porządku […] wydała się herezją niemożliwą do strawienia”. Franciszka Kłosa uznał natomiast za pierwszego antybohatera w polskiej literaturze powojennej.
W ocenie Tadeusza Zubińskiego Wyrok na Franciszka Kłosa jest „najlepszą literacko, bo najprawdziwszą w relacji” powieścią o II wojnie światowej . Andrzej Wajda także uznał Wyrok na Franciszka Kłosa za jedno z najwybitniejszych dzieł polskiej literatury poświęconych wojnie i okupacji, sytuując powieść Rembeka na jednym poziomie z Medalionami Zofii Nałkowskiej i Proszę państwa do gazu Tadeusza Borowskiego.

## Ekranizacja
Zainteresowanie ekranizacją Wyroku… wykazywał Stanisław Lenartowicz, a także filmowcy niemieccy. Realizację planów Lenartowicza uniemożliwiła jednak peerelowska cenzura, natomiast Rembek nie wyraził zgody na sfilmowanie powieści przez Niemców.
Dopiero w 2000 roku powieść przeniósł na ekrany Andrzej Wajda. W rolę Franciszka Kłosa wcielił się wówczas Mirosław Baka.